# Ctenochira flavicauda
Ctenochira flavicauda là một loài tò vò trong họ Ichneumonidae.